# 索爾萊角
索爾萊角（英語：Cape Sørlle），是南極洲的海岬，位於南奧克尼群島的弗雷德里克森島南端，在1821年12月由捕海豹者發現，現時由南極條約體系管理。